# Tetrapsyllus rhombus
Tetrapsyllus rhombus är en loppart som beskrevs av Smit 1955. Tetrapsyllus rhombus ingår i släktet Tetrapsyllus och familjen Rhopalopsyllidae. Inga underarter finns listade i Catalogue of Life.